# Anita Görbiczová
Anita Görbiczová (* 13. května 1983 Veszprém) je maďarská házenkářka. S maďarskou ženskou házenkářskou reprezentací získala stříbro (2003) a bronz (2005) na mistrovství světa a obsadila dvě třetí místa na mistrovství Evropy (2004, 2012). Za národní tým nastupovala v letech 2002–2017, odehrála za něj 232 zápasů a vstřelila 1111 branek, kterýžto počet gólů jí činí nejlepší střelkyní v historii maďarské reprezentace. Celou svou kariéru strávila v jediném klubu, Győri ETO KC. Dosáhla s ním mimořádných úspěchů, když v jeho dresu pětkrát vyhrála Ligu mistrů EHF, nejprestižnější evropskou klubovou soutěž (2013, 2014, 2017, 2018 , 2019). Byla nejlepší střelkyní dvou sezón této soutěže, v letech 2012 a 2014. V roce 2005 získala největší individuální ocenění, když byla Mezinárodní házenkářskou federací zvolena světovou házenkářkou roku. I v současnosti působí v klubu Győri ETO KC, jako asistentka trenéra.